# 2000-km-Rennen von Daytona 1964

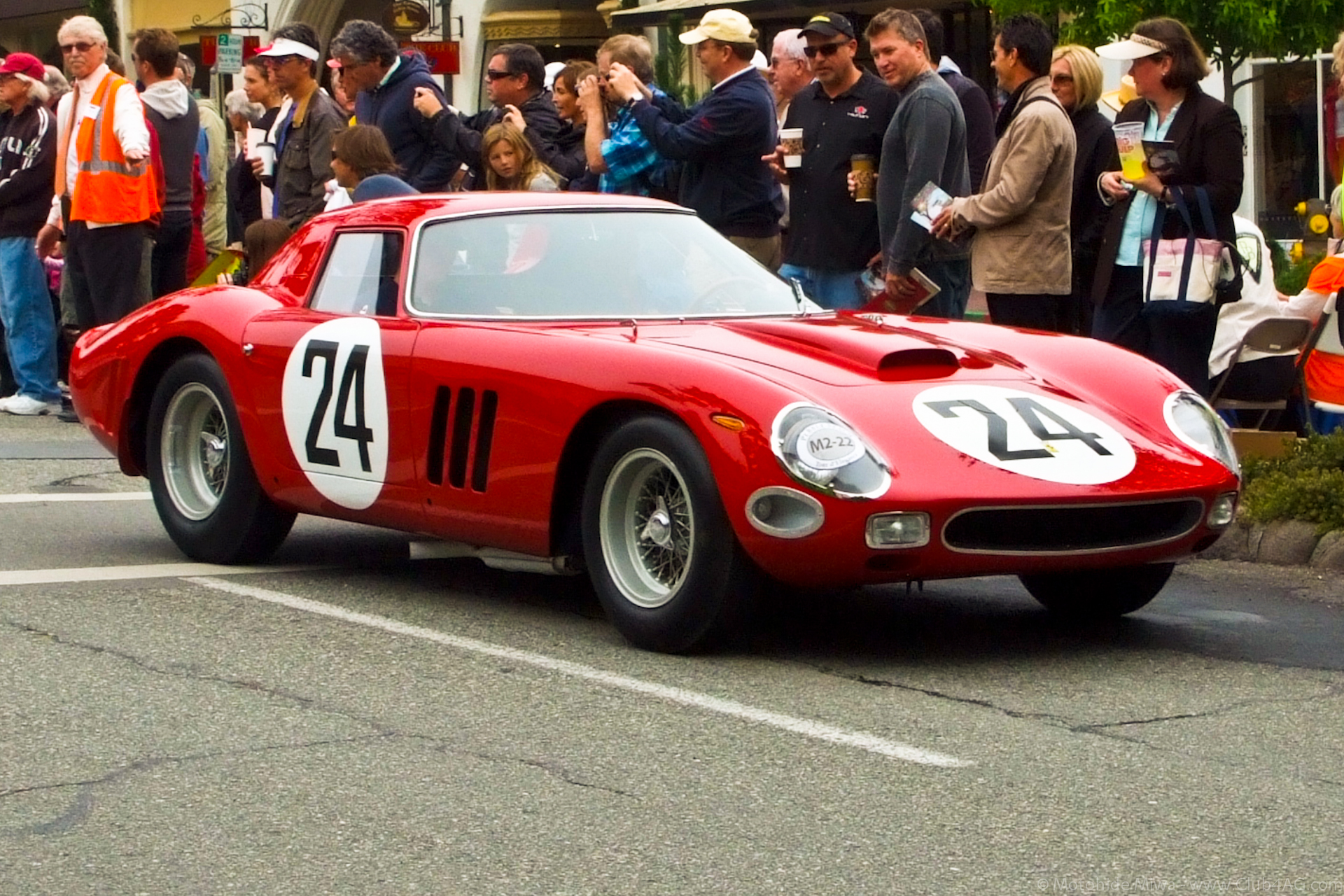
Ferrari 250 GTO/64

Das 2000-km-Rennen von Daytona 1964, auch The Daytona Continental Third Annual (2000 Kilometer Grand Touring Road Race Championat des Marques), Daytona International Speedway, Daytona Beach, fand am 16. Februar auf dem Daytona International Speedway statt und war der erste Wertungslauf der Sportwagen-Weltmeisterschaft jenes Jahres. 

## Das Rennen
Die Sportwagen-Weltmeisterschaft 1963 hatte mit dem 500-km-Rennen von Bridgehampton in den Vereinigten Staaten geendet; auch der erste Wertungslauf der Meisterschaft 1964 wurde in den USA ausgefahren. Die Rennstrecke von Daytona war bereits zweimal Austragungsort eines Weltmeisterschaftslaufs gewesen. 1962 und 1963 fanden hier 3-Stunden-Rennen statt, bei denen ausschließlich GT-Fahrzeuge startberechtigt waren. 1964 wurde die Renndistanz auf 2000 km erhöht, was einer Fahrzeit von 12 Stunden gleichkam. Das entsprach der Fahrzeit des längst etablierten 12-Stunden-Rennens von Sebring. Die Renndistanz in Kilometern und nicht in Meilen auszuweisen war für ein Rennen in Nordamerika ungewöhnlich, entsprach aber den Vorgaben des Weltmeisterschafts-Reglements. 
Das Rennen endete mit einem überlegenen Sieg von Pedro Rodríguez und Phil Hill die auf einem vom North American Racing Team gemeldeten Ferrari 250 GTO/64 vier Runden Vorsprung auf einem weiteren GTO hatten, der von David Piper und Lucien Bianchi gefahren wurde.

## Ergebnisse

### Schlussklassement
| 1               | GT + 2.0 | 30 | North American Racing Team | Pedro Rodríguez Phil Hill                     | Ferrari 250 GTO/64              | 327 |
| 2               | GT + 2.0 | 35 | David Piper                | David Piper Lucien Bianchi                    | Ferrari 250 GTO                 | 323 |
| 3               | GT + 2.0 | 31 | North American Racing Team | Walt Hansgen Bob Grossman                     | Ferrari 250 GTO LMB             | 319 |
| 4               | GT + 2.0 | 16 | Shelby American Inc.       | Bob Johnson Dan Gurney                        | Shelby Cobra                    | 311 |
| 5               | GT + 2.0 | 53 | Ulf Norinder               | Ulf Norinder John Cannon                      | Ferrari 250 GTO                 | 311 |
| 6               | GT 2.0   | 52 | Porsche System Engineering | Edgar Barth Herbert Linge Joakim Bonnier      | Porsche 356B 2000 GS GT         | 311 |
| 7               | GT + 2.0 | 10 | Ed Butler                  | Charlie Rainville Ed Butler                   | Shelby Cobra                    | 310 |
| 8               | GT 2.0   | 51 | Porsche System Engineering | Joakim Bonnier Don Wester Edgar Barth         | Porsche 356B 2000 GS GT         | 303 |
| 9               | GT + 2.0 | 36 | Robert Amey                | Chuck Dietrich M. R. J. Wyllie                | Ferrari 250 GT SWB              | 302 |
| 10              | GT + 2.0 | 18 | Shelby American Inc.       | Tommy Hitchcock Zourab Tchkotoua Jo Schlesser | Shelby Cobra                    | 295 |
| 11              | GT + 2.0 | 32 | Larry Perkins              | Bill Eve Larry Perkins                        | Ferrari 250 GTO                 | 293 |
| 12              | GT + 2.0 | 38 | Eduardo Dibós              | Eduardo Dibós Mario Callabatisti              | Ferrari 250 GT SWB              | 280 |
| 13              | GT 2.0   | 71 | Mike Kurkjian              | Don Streeter Mike Kurkjian                    | Porsche 356B Carrera Abarth GTL | 277 |
| 14              | GT 2.0   | 72 | Jack Ryan                  | Jack Ryan Bill Bencker                        | Porsche 356SC                   | 272 |
| 15              | GT + 2.0 | 43 | Cannon Auto                | Dana Kelder Ara Dube                          | Triumph TR3                     | 253 |
| 16              | GT 1.3   | 98 | Milo Vega                  | Alan Bouverat Milo Vega                       | Lotus Elite                     | 245 |
| 17              | GT 2.0   | 61 | Jerry Morgan               | Bill Buchman Jerry Morgan Don Bolton          | Sunbeam Alpine                  | 243 |
| 18              | GT 2.0   | 74 | Kenneth Stevenson          | Kenneth Stevenson Walter Howell               | Porsche 356 Carrera             | 243 |
| 19              | GT 2.0   | 57 | Ike Maxwell                | Ike Maxwell George Barnard                    | Volvo 1800S                     | 240 |
| 20              | GT + 2.0 | 3  | Sports Car Service         | Conrad Kraus Jack Moore                       | Chevrolet Corvette Sting Ray    | 236 |
| 21              | GT + 2.0 | 9  | Nickey Chevrolet Co.       | Skip Hudson Jerry Grant                       | Chevrolet Corvette Sting Ray    | 234 |
| 22              | GT + 2.0 | 44 | Peter Gregg                | Ronald Hutchinson Peter Gregg Harold St. John | Triumph TR4                     | 234 |
| 23              | GT 2.0   | 56 | Tommy Charles              | Roger West Tommy Charles                      | MGB                             | 234 |
| 24              | GT 1.3   | 90 | George Parsons             | George Parsons Jack Harden                    | Austin-Healey Sprite            | 230 |
| Disqualifiziert |          |    |                            |                                               |                                 |     |
| 25              | GT + 2.0 | 39 | Don Fong                   | Charlie Kolb A. J. Foyt                       | Ferrari 250 GTO                 | 10  |
| Ausgefallen     |          |    |                            |                                               |                                 |     |
| 26              | GT + 2.0 | 27 | Dawnay Racing              | Brian Hetreed Chris Kerrison                  | Aston Martin DP214              | 243 |
| 27              | GT + 2.0 | 14 | Shelby American Inc.       | Bob Holbert Dave MacDonald                    | Shelby Cobra Daytona Coupe      | 202 |
| 28              | GT + 2.0 | 20 | Ralph Noseda               | Jef Stevens Ralph Noseda                      | Shelby Cobra                    | 202 |
| 29              | GT + 2.0 | 7  | Kenneth Hablow             | Tom Rizzo Fred Darling                        | Chevrolet Corvette              | 169 |
| 30              | GT + 2.0 | 4  | John Lewis                 | G. C. Spencer Cale Yarborough                 | Chevrolet Corvette              | 149 |
| 31              | GT 1.3   | 86 | Charlie Mathis             | Charlie Mathis Bob Richardson                 | Alfa Romeo Giulietta SV         | 147 |
| 32              | GT 2.0   | 50 | Chuck Cassel               | Chuck Cassel Augie Pabst                      | Porsche 356B Carrera Abarth GTL | 127 |
| 33              | GT 2.0   | 80 | John Hill                  | John Hill Walt Hane                           | MGA                             | 123 |
| 34              | GT + 2.0 | 24 | Graham Shaw                | Graham Shaw Charlie Hayes Ed Rahal            | Shelby Cobra                    | 116 |
| 35              | GT + 2.0 | 15 | Shelby American Inc.       | Jo Schlesser Jean Guichet                     | Shelby Cobra                    | 109 |
| 36              | GT 2.0   | 64 | Richard Robson             | Richard Robson John Jacobson                  | MGA                             | 101 |
| 37              | GT 2.0   | 73 | Newt Black                 | Newt Black Harro Zitza                        | Porsche 356 Super 90            | 100 |
| 38              | GT + 2.0 | 11 | John Everly                | John Everly Johnny Allen                      | Shelby Cobra                    | 70  |
| 39              | GT 2.0   | 62 | Lin Coleman                | Lin Coleman Lee Cutler                        | Porsche 356 Carrera             | 46  |
| 40              | GT 2.0   | 58 | Volvo Imports Inc.         | Art Riley Nick Cone                           | Volvo P1800                     | 35  |
| 41              | GT + 2.0 | 26 | Dawnay Racing              | Roy Salvadori Mike Salmon                     | Aston Martin DP214              | 34  |
| 42              | GT 2.0   | 54 | Porsche Car Imports        | Victor Merino Jorge Torruellas                | Porsche 356B Carrera Abarth GTL | 23  |
| 43              | GT + 2.0 | 47 | Nuclear Electronics Lab    | Al Rogers Richard Holquist                    | Morgan Plus 4SS                 | 2   |
| Nicht gestartet |          |    |                            |                                               |                                 |     |
| 44              | GT + 2.0 | 2  | C. C. Canada               | C. C. Canada Cecil Stockard                   | Pontiac GTO                     | 1   |
| 45              | GT + 2.0 | 6  | Lee MacGillivray           | A. W. Joslin                                  | Chevrolet Corvette              | 2   |
| 46              | GT + 2.0 | 19 | Lowther Johnston           | Ed Lowther Harold Johnston                    | Shelby Cobra                    | 3   |
| 47              | GT + 2.0 | 29 | Ed Cantrell                | Ed Cantrell Charlie Kolb                      | Ferrari 250 GTO                 | 4   |
| 48              | GT + 2.0 | 37 | Mike Gammino               | Mike Gammino                                  | Ferrari 250 GTO                 | 5   |
| 49              | GT + 2.0 | 41 | Anatoly Arutunoff          | Anatoly Arutunoff Bill Pryor                  | Lancia Flaminia Zagato          | 6   |
| 50              | GT 1.3   | 82 | José Rosinski              | José Rosinski                                 | Abarth-Simca 1300 Bialbero      | 7   |
| 51              | GT 1.3   | 83 | Abarth                     | Hans Herrmann Tommy Spychiger                 | Abarth-Simca 1300 Bialbero      | 8   |

1 nicht gestartet
2 nicht gestartet
3 nicht gestartet
4 nicht gestartet
5 nicht gestartet
6 nicht gestartet
7 nicht gestartet
8 nicht gestartet

### Nur in der Meldeliste
Hier finden sich Teams, Fahrer und Fahrzeuge, die ursprünglich für das Rennen gemeldet waren, aber aus den unterschiedlichsten Gründen daran nicht teilnahmen.
| Pos. | Klasse   | Nr. | Team                 | Fahrer                     | Chassis                    |
| ---- | -------- | --- | -------------------- | -------------------------- | -------------------------- |
| 52   | GT + 2.0 | 17  | Shelby American Inc. | Dave MacDonald Lew Spencer | Shelby Cobra Daytona Coupe |
| 53   | GT + 2.0 | 24  | Graham Shaw          | Cyrus Baylor Tiny Lund     | Shelby Cobra               |
| 54   | GT + 2.0 | 34  | Ian Burgess          | Ian Burgess Mario Cabral   | Ferrari 250 GTO            |

### Klassensieger
| Klasse   | Fahrer          | Fahrer        | Fahrer         | Fahrzeug                | Platzierung im Gesamtklassement |
| -------- | --------------- | ------------- | -------------- | ----------------------- | ------------------------------- |
| GT + 2.0 | Pedro Rodríguez | Phil Hill     |                | Ferrari 250 GTO/64      | Gesamtsieg                      |
| GT 2.0   | Edgar Barth     | Herbert Linge | Joakim Bonnier | Porsche 356B 2000 GS GT | Rang 6                          |
| GT 1.3   | Alan Bouverat   | Milo Vega     |                | Lotus Elite             | Rang 16                         |

### Renndaten
- Gemeldet: 54
- Gestartet: 43
- Gewertet: 24
- Rennklassen: 3
- Zuschauer: unbekannt
- Wetter am Renntag: warm und trocken
- Streckenlänge: 6,123 km
- Fahrzeit des Siegerteams: 12:40:25,800 Stunden
- Gesamtrunden des Siegerteams: 327
- Gesamtdistanz des Siegerteams: 2002,925 km
- Siegerschnitt: 158,036 km/h
- Pole Position: Bob Holbert – Shelby Cobra Daytona Coupe (#14) – 2:08,800 = 191,381 km/h
- Schnellste Rennrunde: Dave MacDonald – Shelby Cobra Daytona Coupe (#14) – 2:08,200 = 172,182 km/h
- Rennserie: 1. Lauf zur Sportwagen-Weltmeisterschaft 1964